# Nations Cup de 1991
Nations Cup de 1991 foi a quinta edição da competição, um evento anual de patinação artística no gelo organizado pela Deutsche Eislauf-Union. A competição foi disputada na cidade de Gelsenkirchen, Alemanha.

## Eventos
- Individual masculino
- Individual feminino
- Duplas
- Dança no gelo

## Medalhistas
| Evento                        | Ouro                                              | Prata                                               | Bronze                                                |
| Individual masculino detalhes | Mark Mitchell · Estados Unidos                    | Mirko Eichhorn · Alemanha                           | Daniel Weiss · Alemanha                               |
| Individual feminino detalhes  | Nancy Kerrigan · Estados Unidos                   | Marina Kielmann · Alemanha                          | Laetitia Hubert · França                              |
| Duplas detalhes               | Isabelle Brasseur · Lloyd Eisler · Canadá         | Evgenia Shishkova · Vadim Naumov · União Soviética  | Radka Kovaříková · René Novotný · Tchecoslováquia     |
| Dança no gelo detalhes        | Tatiana Navka · Samuel Gezalian · União Soviética | Kateřina Mrázová · Martin Šimeček · Tchecoslováquia | April Sargent-Thomas · Russ Witherby · Estados Unidos |

## Resultados

### Individual masculino
| Pos.              | Nome             | Nacionalidade  |
| ----------------- | ---------------- | -------------- |
| Medalha de ouro   | Mark Mitchell    | Estados Unidos |
| Medalha de prata  | Mirko Eichhorn   | Alemanha       |
| Medalha de bronze | Daniel Weiss     | Alemanha       |
| 4                 |                  |                |
| 5                 |                  |                |
| 6                 |                  |                |
| 7                 | Michael Slipchuk | Canadá         |
| ...               |                  |                |

### Individual feminino
| Pos.              | Nome             | Nacionalidade   |
| ----------------- | ---------------- | --------------- |
| Medalha de ouro   | Nancy Kerrigan   | Estados Unidos  |
| Medalha de prata  | Marina Kielmann  | Alemanha        |
| Medalha de bronze | Laetitia Hubert  | Alemanha        |
| 4                 | Oksana Baiul     | Ucrânia         |
| 5                 |                  |                 |
| 6                 |                  |                 |
| 7                 | Maria Butyrskaya | União Soviética |
| 8                 | Josée Chouinard  | Canadá          |
| ...               |                  |                 |

### Duplas
| Pos.              | Nome                                    | Nacionalidade   |
| ----------------- | --------------------------------------- | --------------- |
| Medalha de ouro   | Isabelle Brasseur / Lloyd Eisler        | Canadá          |
| Medalha de prata  | Evgenia Shishkova / Vadim Naumov        | União Soviética |
| Medalha de bronze | Radka Kovaříková / René Novotný         | Tchecoslováquia |
| 4                 | Calla Urbanski / Rocky Marval           | Estados Unidos  |
| 5                 |                                         |                 |
| 6                 | Marie-Claude Savard-Gagnon / Luc Bradet | Canadá          |
| ...               |                                         |                 |

### Dança no gelo
| Pos.              | Nome                                 | Nacionalidade   |
| ----------------- | ------------------------------------ | --------------- |
| Medalha de ouro   | Tatiana Navka / Samvel Gezalian      | União Soviética |
| Medalha de prata  | Kateřina Mrázová / Martin Šimeček    | Tchecoslováquia |
| Medalha de bronze | April Sargent-Thomas / Russ Witherby | Estados Unidos  |
| 4                 |                                      |                 |
| 5                 |                                      |                 |
| 6                 |                                      |                 |
| 7                 | Dara Bailey / Rock Lemay             | Canadá          |
| ...               |                                      |                 |

## Quadro de medalhas
| Ordem | País            | Medalha de ouro | Medalha de prata | Medalha de bronze |    | Ordem por total |
| ----- | --------------- | --------------- | ---------------- | ----------------- | -- | --------------- |
| 1     | Estados Unidos  | 2               |                  | 1                 | 3  | 1               |
| 2     | União Soviética | 1               | 1                |                   | 2  | 3               |
| 3     | Canadá          | 1               |                  |                   | 1  | 5               |
| 4     | Alemanha        |                 | 2                | 1                 | 3  | 1               |
| 5     | Tchecoslováquia |                 | 1                | 1                 | 2  | 3               |
| 6     | França          |                 |                  | 1                 | 1  | 5               |
| TOTAL | TOTAL           | 4               | 4                | 4                 | 12 | —               |